# Championnats du monde de cyclisme sur route 1984
Navigation
Altenrhein 1983 Giavera del Montello 1985
Les championnats du monde de cyclisme sur route 1984 ont eu lieu le 1er septembre 1984 à Barcelone en Espagne.  Seule l'épreuve réservée aux professionnels fut organisée en raison des Jeux olympiques de Los Angeles.

## Résultats
| Épreuves :               | Or                          | Or              | Argent               | Argent | Bronze             | Bronze |
| Épreuve masculine        |                             |                 |                      |        |                    |        |
| Hommes - course en ligne | Claude Criquielion Belgique | 6 h 46 min 46 s | Claudio Corti Italie | -      | Steve Bauer Canada | -      |

## Tableau des médailles
| Rang  | Nation   | Or | Argent | Bronze | Total |
| ----- | -------- | -- | ------ | ------ | ----- |
| 1     | Belgique | 1  | 0      | 0      | 1     |
| 2     | Italie   | 0  | 1      | 0      | 1     |
| 3     | Canada   | 0  | 0      | 1      | 1     |
| Total | Total    | 1  | 1      | 1      | 3     |